# Plaza Tlaxcoaque

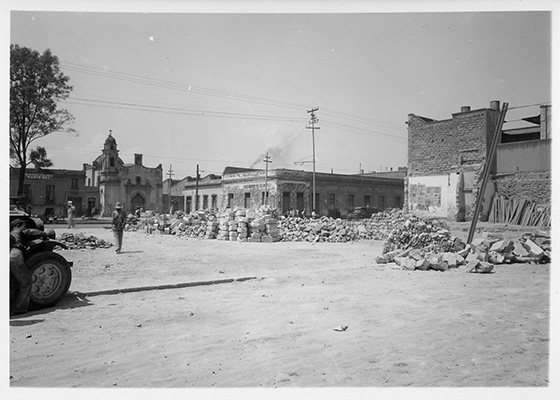
Demolición de edificios para la apertura de la avenida 20 de noviembre y la creación de la plaza Tlaxcoaque

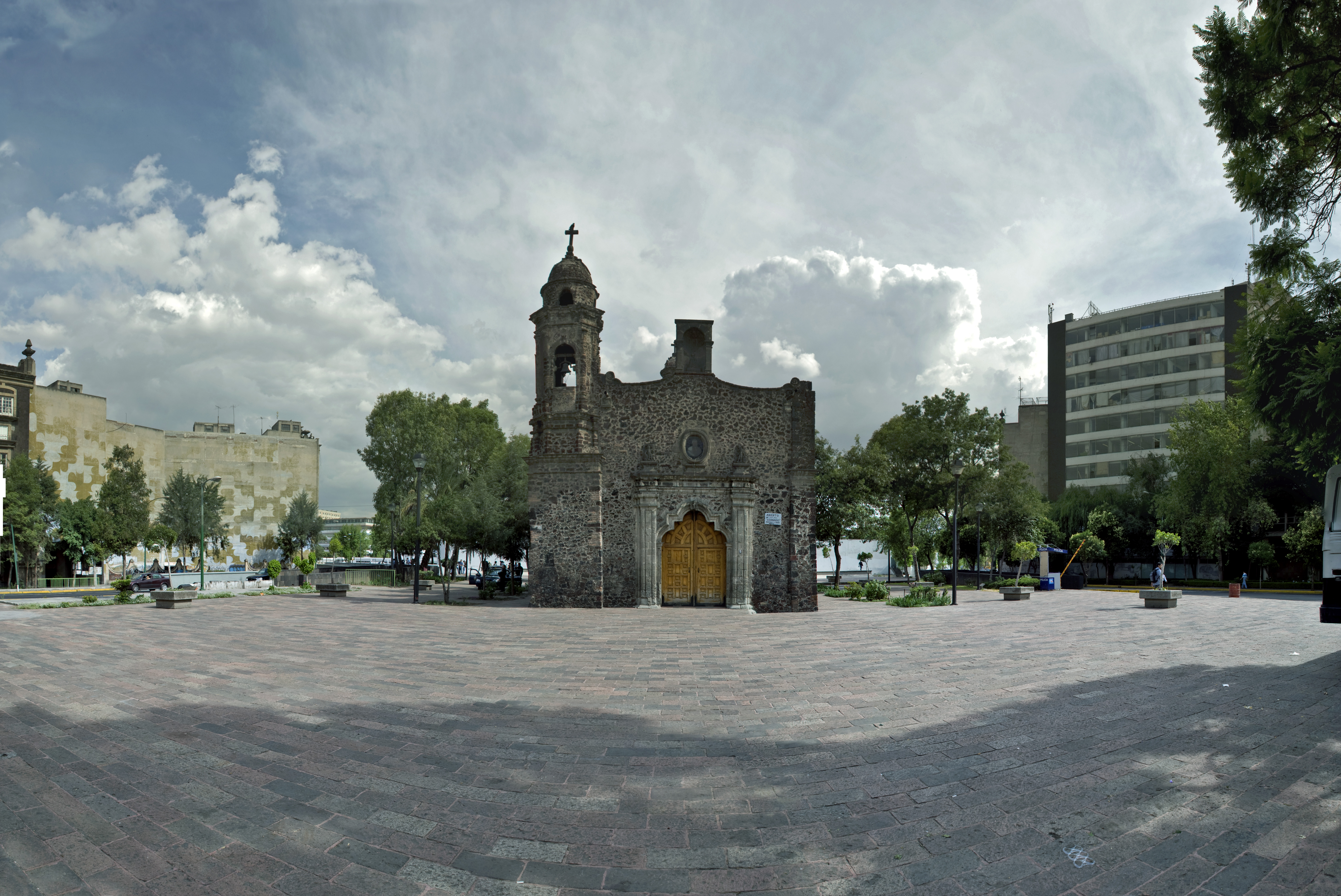
La Plaza Tlaxcoaque en 2008

La plaza Tlaxcoaque es un espacio público en la Ciudad de México, localizada en el límite sur del centro histórico de la ciudad, en lo que anteriormente hacía parte del barrio de Tlaxcoaque. El elemento principal de la plaza es la capilla de la Santísima Concepción, un templo barroco del siglo XVII. A partir de 2010 se planteó su renombre como Plaza del Bicentenario.
Hasta principios del siglo XX, la plaza consistía en un espacio abierto que funcionaba como atrio de la capilla de la concepción, rodeada de una zona popular llena de callejuelas estrechas. Durante las obras de apertura de la avenida 20 de noviembre, los edificios que rodeaban la capilla fueron demolidos y la plaza fue delineada con su forma actual. La plaza experimentó una fase de decadencia durante los dos últimos tercios del siglo XX, desde que la zona fue abierta para construir avenidas de rápida velocidad. 
La plaza es tristemente célebre porque junto a ella se localizaba el edificio de Policía y Tránsito del Departamento del Distrito Federal, y fue escenario de corrupción, robo de vehículos y violaciones a los derechos humanos. Esta sede funcionó durante las décadas de los años 60, 70 y parte de los 80 como centro de detención, tortura y asesinatos de disidencias políticas y sexuales; niños y niñas en situación de calle; jóvenes "hippies", estudiantes e integrantes de bandas juveniles. Después del terremoto de México de 1985 el edificio sufrió diversos daños y tuvo que ser demolido. En la actualidad, se conservan los sótanos donde fueron realizados los crímenes de lesa humanidad y se construyó un memorial para las víctimas.
En 2008, el Gobierno del Distrito Federal convocó a un concurso internacional para construir la llamada Plaza del Bicentenario en Tlaxcoaque, que conmemorará el bicentenario de la Independencia de México. Según el gobierno, la plaza será la puerta de entrada al centro histórico. El proyecto, que costará 250 millones de pesos e iniciará en 2009, será dirigido por los arquitectos italianos Antonio Sposito y Elena Bruschi, asociados con el mexicano René Caro, quienes ganaron el concurso. La Plaza Bicentenario contaría con un muro verde, jardín y dos espejos de agua que rodearían a la capilla. De uno de los espejos emergería un monumento a la independencia y a la revolución mexicana.

## Remodelación por el Gobierno de Azerbaiyán
El 9 de enero de 2012 se inició la remodelación de la plaza con capital azerí, de acuerdo con el Convenio de Colaboración firmado entre el Gobierno del Distrito Federal y el de Azerbaiyán en el 2011, en el que se acordó esta obra y la polémica construcción del Parque de la Amistad México-Azerbaiyán con la estatua de Heydar Alíyev al noreste del Bosque de Chapultepec. En agosto de ese año fue inaugurado por los entonces Jefe de Gobierno del DF, Marcelo Ebrard, y vice primer ministro de Azerbaiyán, Ali Hasanov.
El proyecto de remodelación de la plaza estuvo a cargo del arquitecto Felipe Leal, en esta intervención se cambió gran parte del pavimento por uno similar al de Paseo de la Reforma, recortó 234 árboles y plantó 34, sembró agapandos y moros en las jardineras, se hicieron adecuaciones geométricas, balizamientos, eliminaron desniveles, moldearon 395 bolardos de concreto armado alrededor de la plaza; y se creó una fuente formada por 73 chorros de agua emergentes del piso iluminados con luces de colores, un géiser central, 24 chorros pulverizadores y 48 verticales.
En la parte este de la plaza se colocó una estatua de bronce de 3 metros con la figura de una mujer con la cabeza y los brazos alzados, y en su base de mosaicos negros la leyenda "JODYALI" en letras verticales y "Genocidio 25-26 Febrero 1992" en horizontales; además de una corona fúnebre sobre una pendiente en su base. El monumento hace referencia a la masacre de Xocalı durante la Guerra de Nagorno Karabaj entre los ejércitos armenio y azerí, lo que ha suscitado un conflicto diplomático entre México, Armenia y Azerbaiyán dadas las acusaciones mutuas entre estos dos últimos países de genocidio, limpieza étnica, pogromos y desplazamientos forzados.